# Hôtel Avril de la Roche
L'Hôtel Avril de la Roche est un hôtel particulier du XVe siècle situé à Angers, en Maine-et-Loire.